# 天照皇大神 (川崎市)
天照皇大神（あまてらすすめおおかみ/てんしょうこうたいじん）は神奈川県川崎市幸区南加瀬1丁目にある神社。

## 位置と概要
夢見ヶ崎動物公園内の加瀬台古墳群7号墳の上に本殿がある。
伊勢神宮内宮正殿祭神である天照大神と荒祭宮祭神である撞榊厳魂天疎向津姫命（またの名瀬織津姫）が並祭される極めて希少な神社である。葉山町の神明社にも天照大神と撞榊厳魂天疎向津姫命が並祭されている。

## 祭神
- 天照大神
- 撞榊厳魂天疎向津姫命
- 天満大自在天神（菅原道真）
- 誉田別命（応神天皇）
- 市杵島姫命
- 白山比咩命
- 第六天神
- 石神

## 祭礼
- 1月1日：元旦祭（がんたんさい）
- 3月（春分の日）祈年祭（きねんさい）

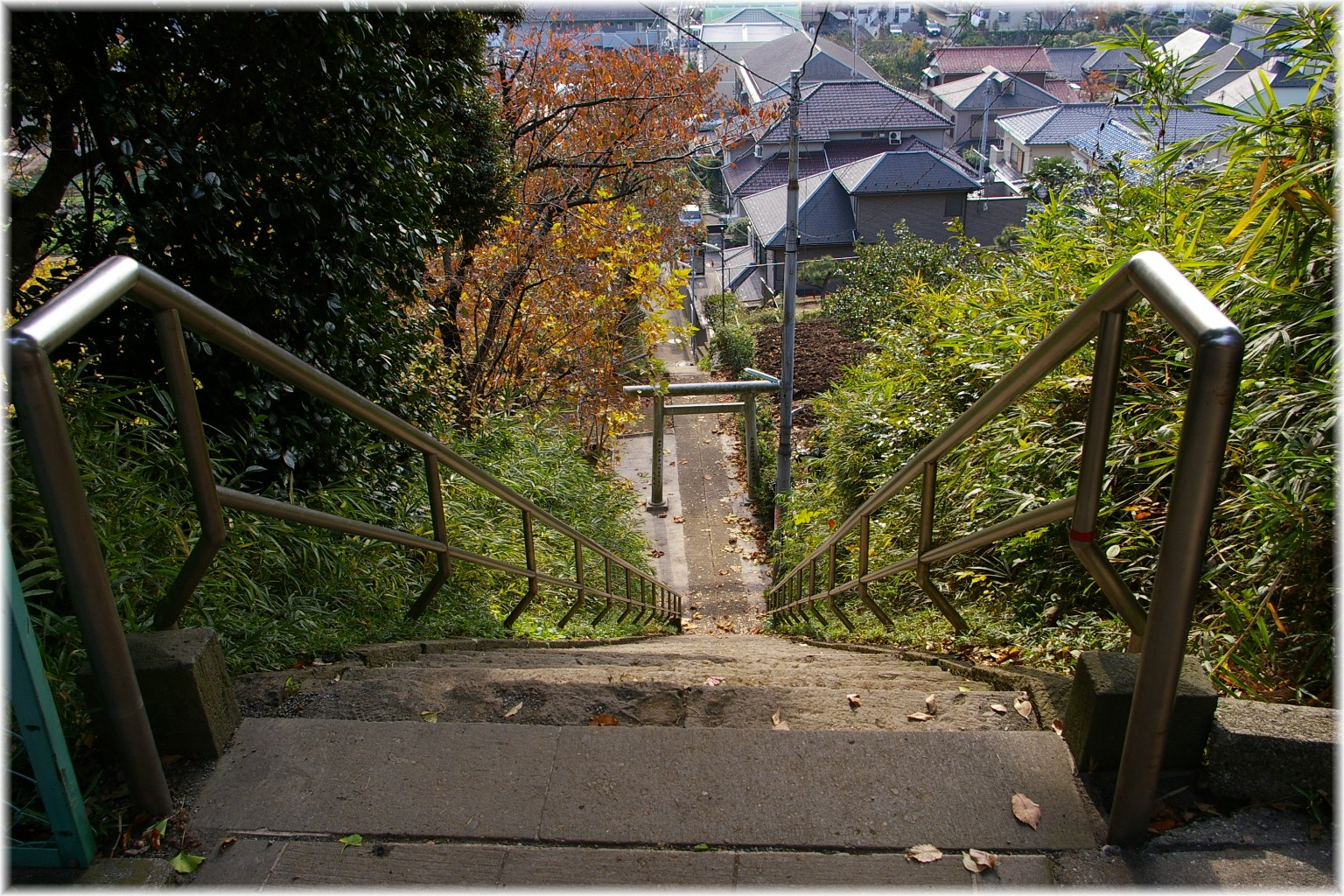
石段

- 8月第1土曜日：宵宮祭 （よいみやさい、例大祭）
- 8月第1日曜日：例大祭
- 11月23日：新嘗祭（にいなめさい）
- 12月（冬至）：星祭 （ほしまつり）
- 12月31日：除夜祭（じょやさい）

## 歴史
鎌倉時代末期創建とされる。太田道灌がこの地に城を築こうとしたが、夢のお告げにより断念したとされる。道灌はこの後武蔵国に江戸城を築いた。